# Polski Związek Bilardowy
Polski Związek Bilardowy (PZBil) – związek zarejestrowany 6 kwietnia 1993 roku w sądzie w Katowicach i utworzony przez trzy regionalne stowarzyszenia. Pierwszym prezesem Zarządu był Janusz Kuśnierz. Pierwsze Mistrzostwa Polski w Pool Bilard zorganizowano w katowickim „Spodku”, gdzie spotkało się 64 pionierów sportu bilardowego. Zwycięzcą został Krzysztof Kutacha z Bielska-Białej. W ciągu pierwszych dwóch lat do PZBil przystąpiło ok. 50 klubów i 500 zawodników. W 1994 roku PZBil został członkiem the European Pocket Billiard Federation. W marcu 1995 roku walne zgromadzenie wybrało nowe władze. Prezesem został Marcin Krzemiński, który obecnie piastuje stanowisko Honorowego Prezesa. Związek uznany przez Urząd Kultury Fizycznej i Turystyki w maju 1995 r. W ogólnopolskiej lidze bilardowej, obecnie gra ponad 40 zespołów. Związek wydał licencje dla ponad 3.000 zawodników oraz 200 klubów. W szkołach przy wsparciu ministerstwa doposażono i uruchomiono ok. 130 sekcji bilardowych. Przez Uczniowskie Kluby Sportowe „przeszło” ponad 10.000 dzieci. 
Osiągnięcia zawodników Polskiego Związku Bilardowego:
- 18 medali Mistrzostw Świata Juniorów (4 złote medale: Marek Kudlik, Daniel Macioł, Dominik Jastrząb, Szymon Kural)
- 4 medale Mistrzostw Świata Mężczyzn (złoty medal w 10-bil - Wojciech Szewczyk)
- ponad 70 medali Mistrzostw Europy Mężczyzn, Kobiet i ON
- blisko 200 medali Mistrzostw Europy Juniorów

## Władze PZBil
- Prezes: Grzegorz Kędzierski
- Wiceprezes: Dariusz Kobacki
- Wiceprezes: Arkadiusz Sząszor
- Sekretarz Generalny: Izabela Gajek
- Honorowy Prezes: Marcin Krzemiński